# NGC 6454
NGC 6454 is een spiraalvormig sterrenstelsel in het sterrenbeeld Draak. Het hemelobject werd op 19 april 1885 ontdekt door de Amerikaanse astronoom Lewis A. Swift. 
- NGC 6454 vormt samen met NGC 6459 een wijd koppel. Dit koppel is te vinden in het noordelijke gedeelte van de kop van de Draak (The Lozenge), gevormd door de 4 sterren β Draconis (Alwaid), γ Draconis (Eltanin), ν Draconis (Kuma), en ξ Draconis (Grumium).

## Synoniemen
- MCG 9-29-26
- ZWG 278.24
- PGC 60795